# Municipalité de San Felipe
San Felipe est une municipalité mexicaine de l'État de Basse-Californie dont le siège est la ville de San Felipe.

## Géographie
La municipalité s'étend sur 10 808 km2 dans le centre-est de l'État de Basse-Californie. Bordée par le golfe de Californie à l'est, elle est limitrophe des municipalités de Mexicali au nord, d'Ensenada au nord-ouest et de San Quintín au sud et à l'ouest.

## Histoire
La municipalité est créée le 19 mai 2021 par un décret du Congrès de Basse-Californie entré en vigueur le 2 juillet, par détachement d'une portion du territoire de la municipalité d'Ensenada.

## Politique et administration
Un conseil municipal fondateur de six membres nommés par le Congrès de l'État a pour mission d'administrer la municipalité jusqu'aux premières élections prévues en 2024. 
| Période        | Période  | Identité                | Étiquette | Qualité |
| -------------- | -------- | ----------------------- | --------- | ------- |
| 2 juillet 2021 | en cours | José Luis Dagnino López |           |         |